# ジロ・デ・イタリア 1993
ジロ・デ・イタリア 1993（Giro d'Italia 1993）は、ジロ・デ・イタリアの76回目のレース。1993年5月23日から6月13日まで行われた。全21ステージ。全行程3703km。

## 概要
マリオ・チポリーニやジャモリディネ・アブドヤパロフといった強豪スプリンターが揃って欠場し、平地区間ではチャンスを得た新人や大ベテランがしのぎを削る。
総合2連覇を目指すミゲル・インドゥラインは再び第14ステージで総合首位に立ったが、その後、ピオトル・ウグルモフに山岳コースでしぶとく食い下がられる。インドゥラインは第19ステージの個人タイムトライアルでウグルモフにこのステージだけで45秒差をつけて区間優勝を果たし、ここでほぼ決着をつけたかに思われたが、続く第20ステージで苦戦を強いられ、ウグルモフに36秒縮められてしまった。しかしながら最後は58秒差振り切り、苦しみながらも総合2連覇を達成した。
その後、インドゥラインは、ツール・ド・フランスで総合3連覇を達成。史上初めて、ジロとツールのダブルツール制覇を2年連続で達成した。

## 最終成績

### 個人総合成績
|    | 選手名                         | 国籍         | 時間           |
| -- | ------------------------------ | ------------ | -------------- |
| 1  | ミゲル・インドゥライン         | スペイン     | 98時間09分44秒 |
| 2  | ピオトル・ウグルモフ           | ラトビア     | + 58秒         |
| 3  | クラウディオ・キアプッチ       | イタリア     | + 5分27秒      |
| 4  | マッシミリアーノ・レッリ       | イタリア     | + 6分09秒      |
| 5  | パヴェル・トンコフ             | ロシア       | + 7分11秒      |
| 6  | モレノ・アルジェンティン       | イタリア     | + 9分12秒      |
| 7  | ウラディミール・プルニコフ     | ロシア       | + 11分30秒     |
| 8  | マウリツィオ・フォンドリエスト | イタリア     | + 12分53秒     |
| 9  | ステファン・ロッシュ           | アイルランド | + 13分31秒     |
| 10 | ゼノン・ヤスクワ               | ポーランド   | + 13分41秒     |

### ポイント賞
|   | 選手名                         | 国籍     | ポイント |
| - | ------------------------------ | -------- | -------- |
| 1 | アドリアーノ・バッフィ         | イタリア | 228      |
| 2 | マウリツィオ・フォンドリエスト | イタリア | 187      |
| 3 | ミゲル・インドゥライン         | スペイン | 167      |

### 山岳賞
|   | 選手名                   | 国籍     | ポイント |
| - | ------------------------ | -------- | -------- |
| 1 | クラウディオ・キアプッチ | イタリア | 42       |
| 2 | マリアーノ・ピッコリ     | イタリア | 40       |
| 3 | ミゲル・インドゥライン   | スペイン | 33       |

### マリア・ローザ保持者
| 選手名                   | 国籍     | 首位区間        |
| ------------------------ | -------- | --------------- |
| モレノ・アルジェンティン | イタリア | 第1-第9         |
| ミゲル・インドゥライン   | スペイン | 第10、第14-最終 |
| ブルーノ・レアーリ       | イタリア | 第11-第13       |